# Haviland
Pour les articles homonymes, voir Haviland (homonymie).
Cet article concerne la manufacture de porcelaine. Pour le constructeur aéronautique, voir De Havilland Aircraft Company.
Haviland est une entreprise française du secteur des arts de la table de luxe, fondée en 1842 par l'Américain David Haviland. Établie à Limoges dans le Limousin, cité reconnue pour sa production porcelainière depuis le XVIIIe siècle, elle s'illustre dans le domaine de la porcelaine (la verrerie et l'orfèvrerie sont des domaines qui peuvent être apportés à la porcelaine via les filiales de la Financière Saint-Germain que sont Daum et Felix). Depuis 2024, Haviland est propriété d'une autre société porcelainière de Limoges, Bernardaud.
La porcelaine Haviland est réalisée dans son intégralité à Limoges, de la fabrication à la décoration de ses services. Chaque décor est toujours réalisé à la main.
À Limoges, outre l'usine contemporaine, plusieurs bâtiments continuent de témoigner de l'implication des Haviland dans la vie de la cité depuis le XIXe siècle.

## Historique

### Origines familiales et débuts aux États-Unis

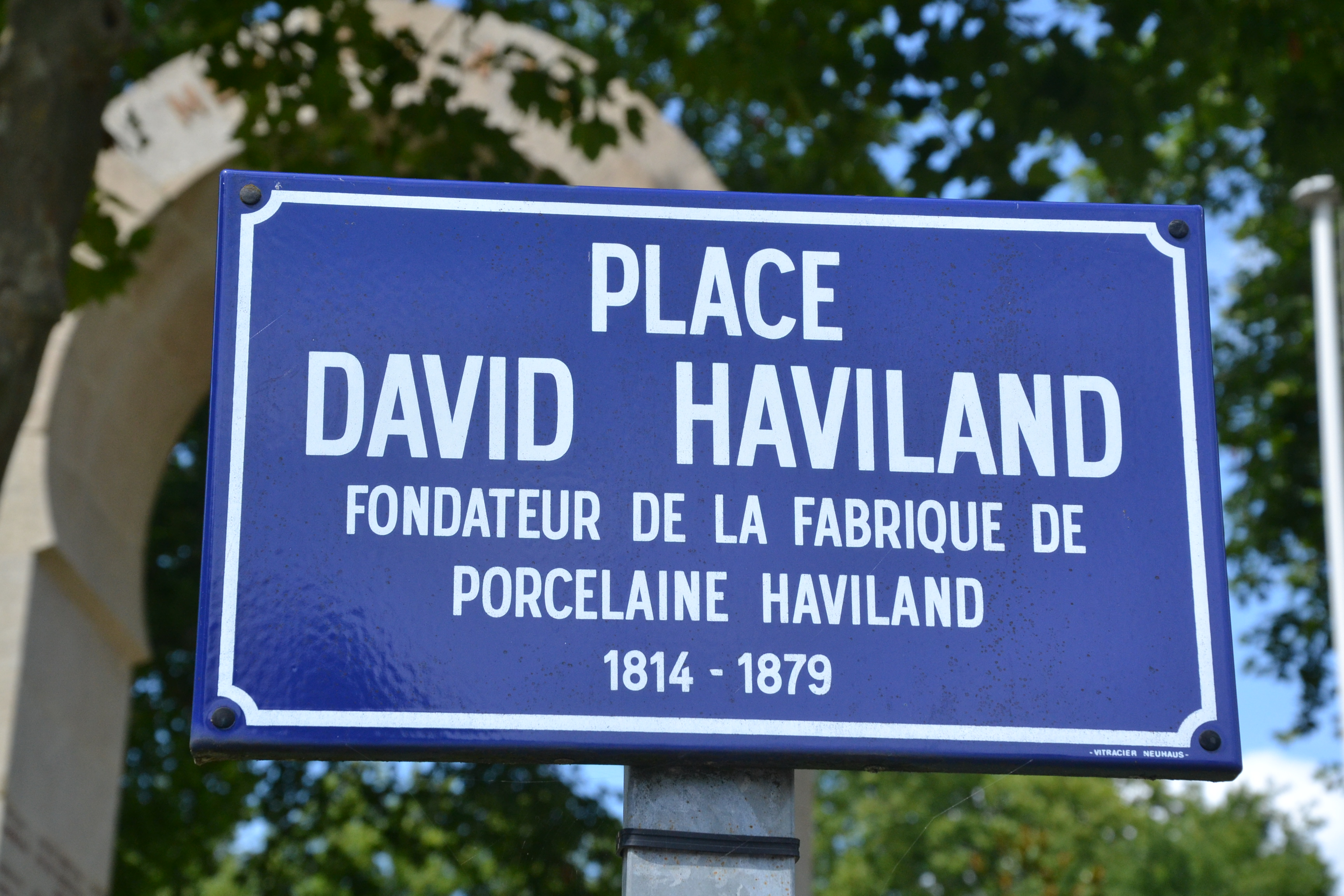
Plaque de rue en hommage à David Haviland, à Limoges.

Les Haviland sont issus d'une famille normande ayant émigré à Guernesey, puis en Angleterre avant de gagner l'Amérique au XVIIe siècle pour fuir les persécutions religieuses du roi Charles Ier. William Haviland (1777-1842) est le père de huit fils, dont sept s'engagent dans le négoce de vaisselle. Parmi eux, David s'associe très jeune à son frère Edmond dans la reprise d'une boutique de New York, située Fulton Street, au sud de Manhattan.
En 1838, David rejoint un autre frère, Daniel, une entreprise d'import, nommée D.G. & D. Haviland. En 1852, la société reprend la dénomination Haviland Brothers and Company. D'autres membres de la famille font fonctionner leurs propres succursales et sociétés dans le reste des États-Unis. En parallèle, pendant plusieurs années, David Haviland se lie à Thomas Rees pour promouvoir les exportations. Il s'approvisionne initialement en Grande-Bretagne, dans le Staffordshire, où Stoke-on-Trent est déjà un important centre de production.

### Débuts de la production en France
Un voyage en France à Limoges au début des années 1840, après un contact établi à Foëcy et l'établissement d'une maison d'exportation à Paris, décide David Haviland à développer un nouveau créneau à partir de cette localité, dès 1842. David, son épouse Mary et leur fils Charles s'installent cours Jourdan, à Limoges, en avril 1842. Des pièces sont alors spécifiquement produites à Limoges pour plaire à la clientèle nord-américaine. Il arrive dans certains cas que certaines tâches de décoration soient effectuées dans des ateliers à New York. Les productions de Limoges sont exposées dans le showroom de Rees, situé 47 John Street (en) à Manhattan.

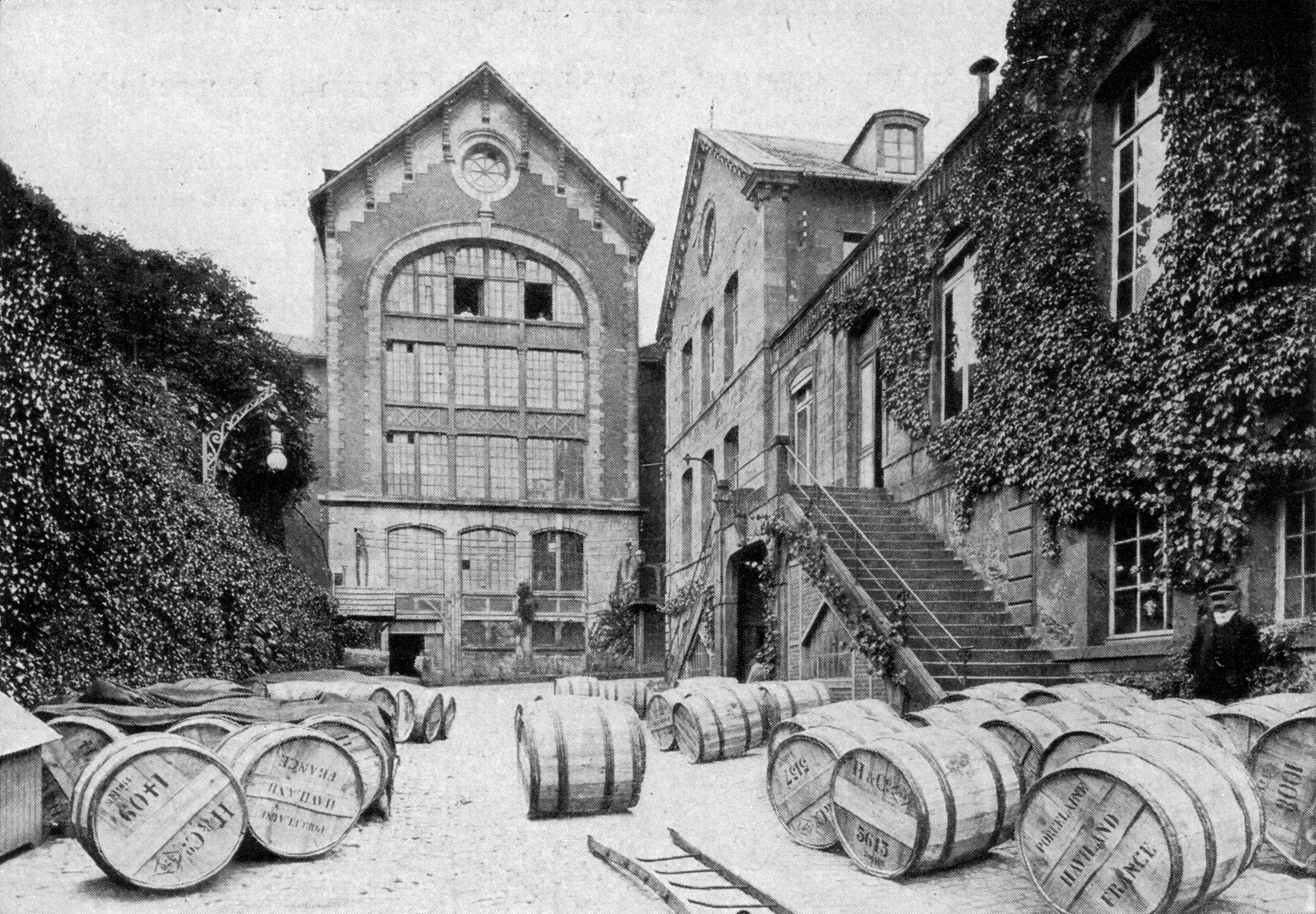
Vue partielle des bâtiments de la première usine Haviland de Limoges, construite à partir de 1853 (ici au début du XXe siècle).

Si David Haviland agit au départ en tant que commissionnaire, traitant notamment avec une coopérative de production limougeaude (l'Association fraternelle des ouvriers porcelainiers), il s'oriente rapidement vers une production propre, à partir d'un atelier de modelage, peinture et décoration qui lui appartient. En 1853, la première usine intégrée, située sur l'actuelle avenue Garibaldi, est opérationnelle ; elle remplace les premiers ateliers provisoires du cours Gay-Lussac. L'action de David Haviland, très tournée vers le commerce et la rentabilité, sans négliger les décors, est décisive dans l'avantage définitif que prend la porcelaine de Limoges sur la porcelaine britannique aux États-Unis, dans le sens où à sa suite, les autres fabricants s'engagent massivement vers l'exportation,.

### Expansion
La Guerre de Sécession, qui fait rage de 1861 à 1865, porte un rude coup aux affaires des Haviland. La société Haviland Brothers & Co. est contrainte de fermer. David décide de se recentrer sur la France pour y déployer ses forces. Une nouvelle société, Haviland & Co., est formellement créée en 1864. Le second fils de David, Theodore, est envoyé aux États-Unis pour relancer la publicité en faveur de la société. Charles s'impose à la tête de l'entreprise avant même le retrait volontaire de son père. Après 1865, date à laquelle 165 peintres sont effectivement employés, il poursuit la modernisation et l'expansion de l'usine de Limoges. Le succès est tel que la société est encore contrainte de sous-traiter une partie de sa fabrication. Dans les décennies qui suivent, la conception de services spécifiquement dédiés aux Américains continue d'assurer la réussite de l'affaire. Plusieurs services sont réalisés pour la Maison-Blanche. En 1880, un immense service de plus de 1 000 pièces est produit pour le président des États-Unis Rutherford B. Hayes ; chaque pièce est ornée d'un élément de faune ou de flore typique des différents États inspiré des aquarelles de Theodore R. Davis (en). En même temps, Haviland participe aux expositions universelles ; il est primé à celle de 1867 à Paris.
Les Haviland s'intègrent progressivement dans la société limougeaude ; Charles Edward fréquente le Cercle de l'Union, où il côtoie le banquier Tarneaud, son confrère Alluaud, les imprimeurs de Limoges.
En 1872, Charles Haviland nomme Félix Bracquemond à la tête de la création et fonde avec lui les Ateliers d'Auteuil,. Il en résulte un important renouvellement des méthodes et styles de décoration. Le mariage de Charles Haviland avec la fille du critique d'art Philippe Burty introduit également les porcelainiers dans le milieu de l'art. Les collaborations se développent avec Albert Dammouse, Ernest Chaplet. Le retrait de Bracquemond en 1881 ne nuit pas à la qualité des productions, Charles Haviland ayant renforcé ses compétences et sa sensibilité artistique.

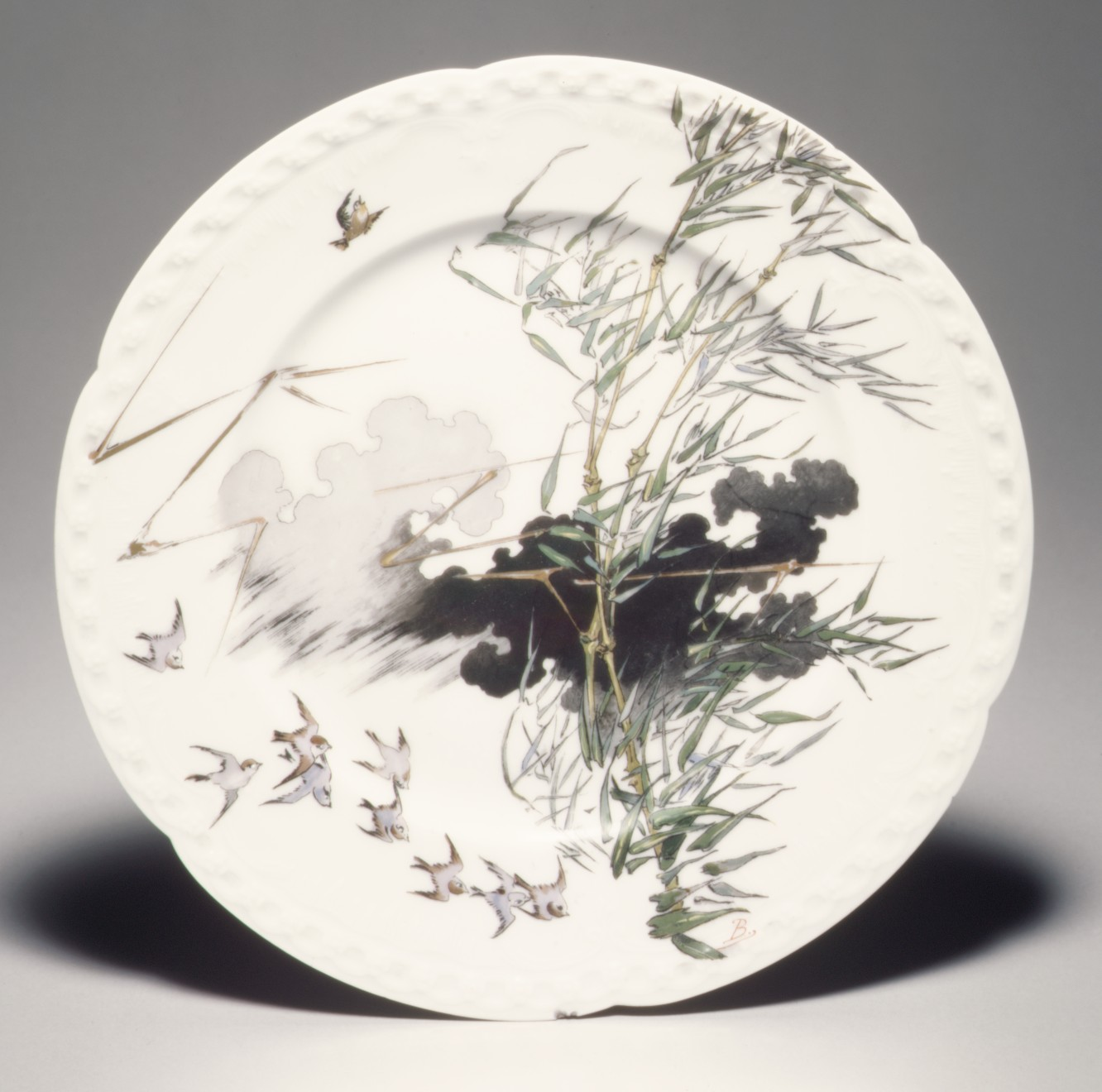
Assiette ornée par Félix Bracquemond (1875).
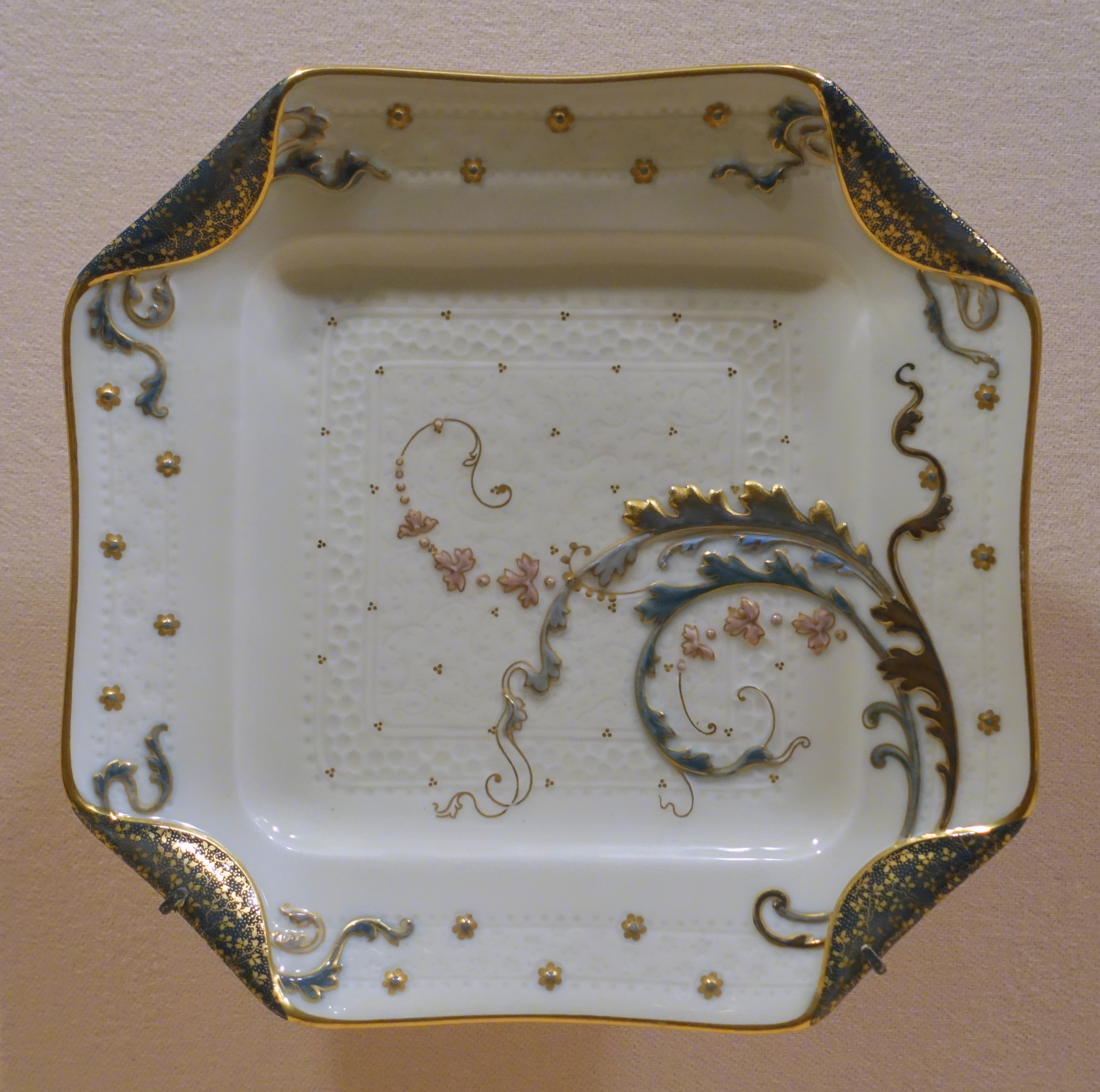
Plat orné par Albert Dammouse (1879).
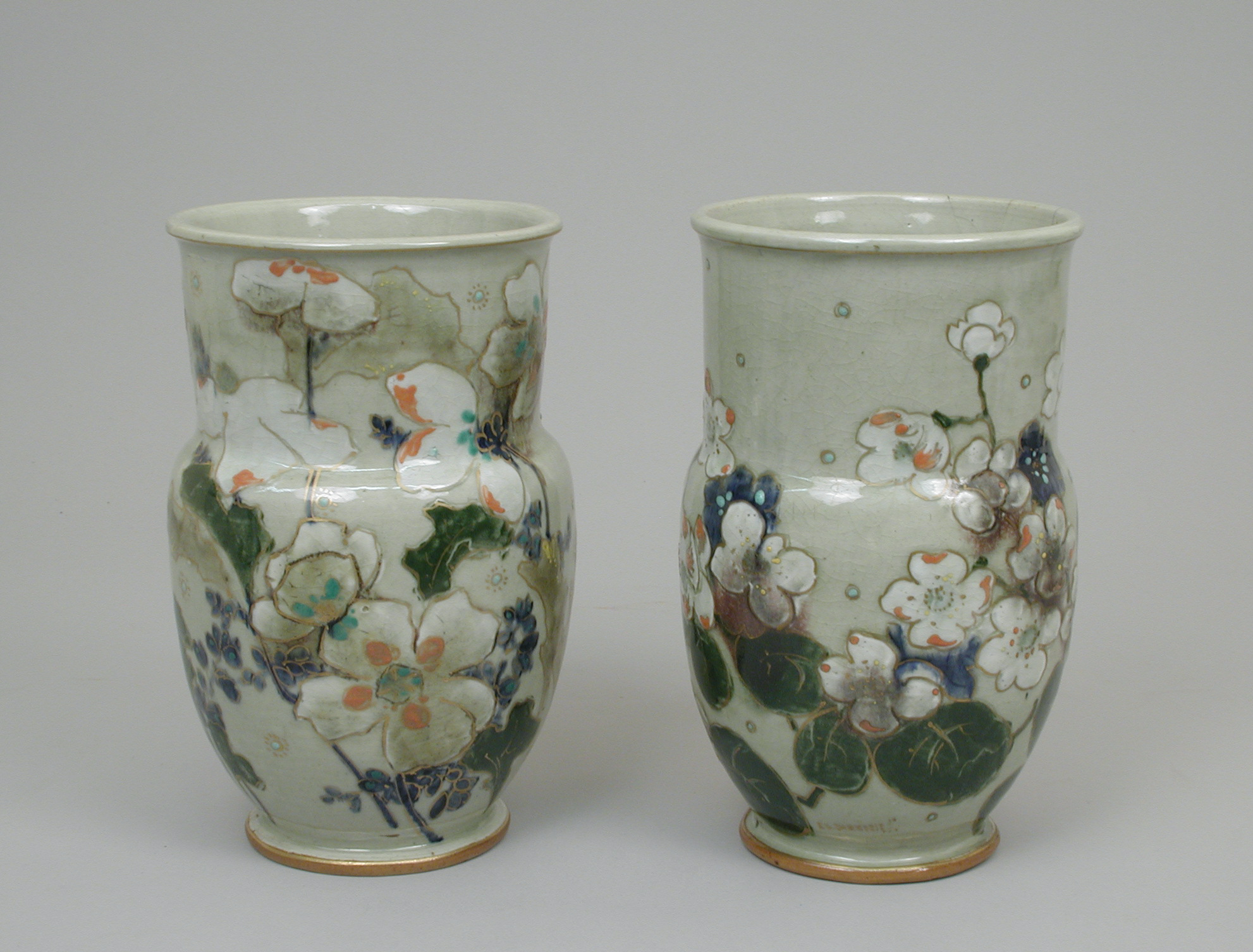
Vases ornés par Édouard Dammouse, années 1880.
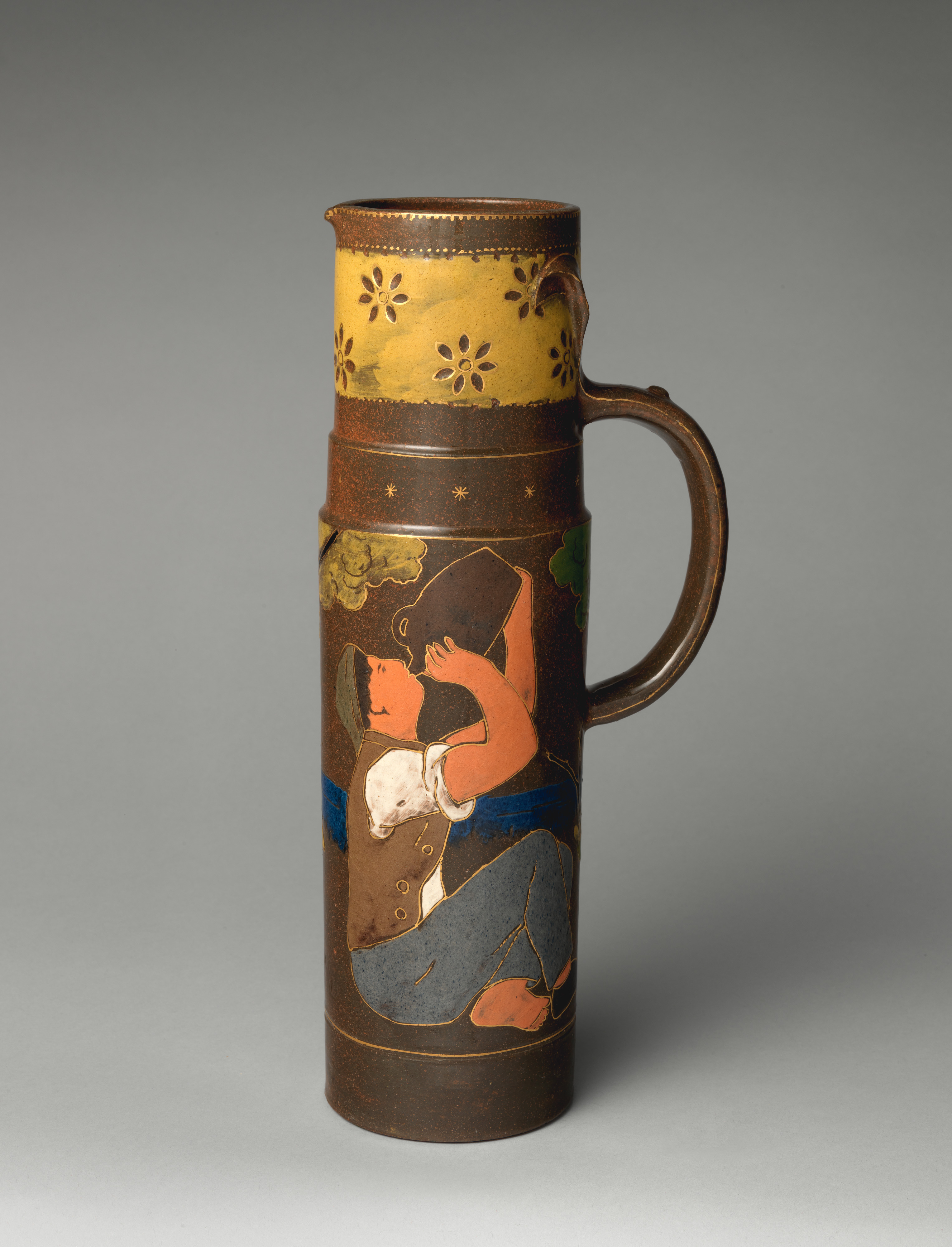
Chope ornée par Ernest Chaplet (1885).
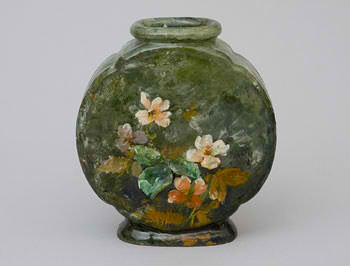
Vase par Ernest Chaplet.
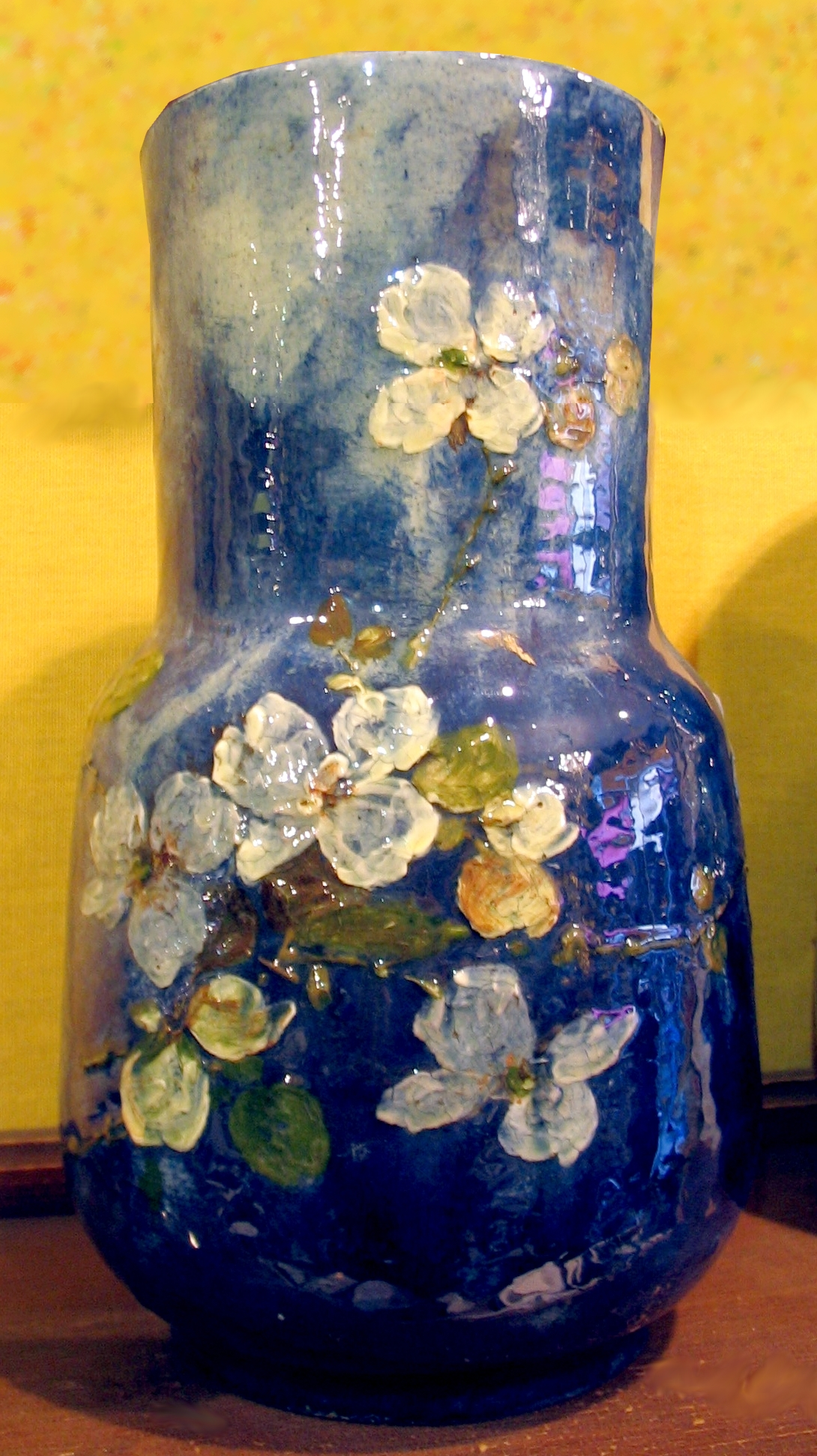
Vase vers 1890.
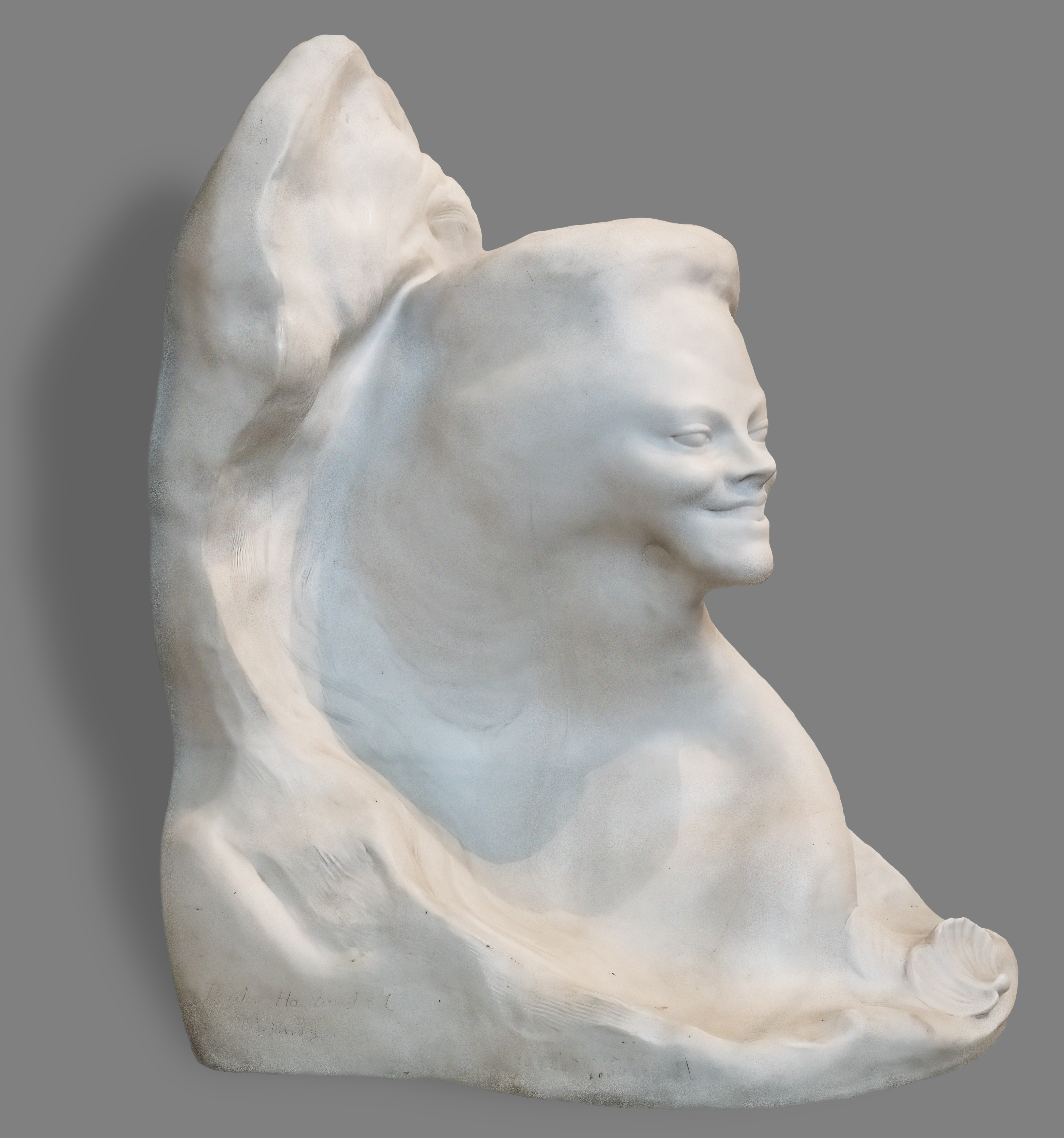
Buste de Jane Avril sur une vague, par Antoine Bourdelle (1898).
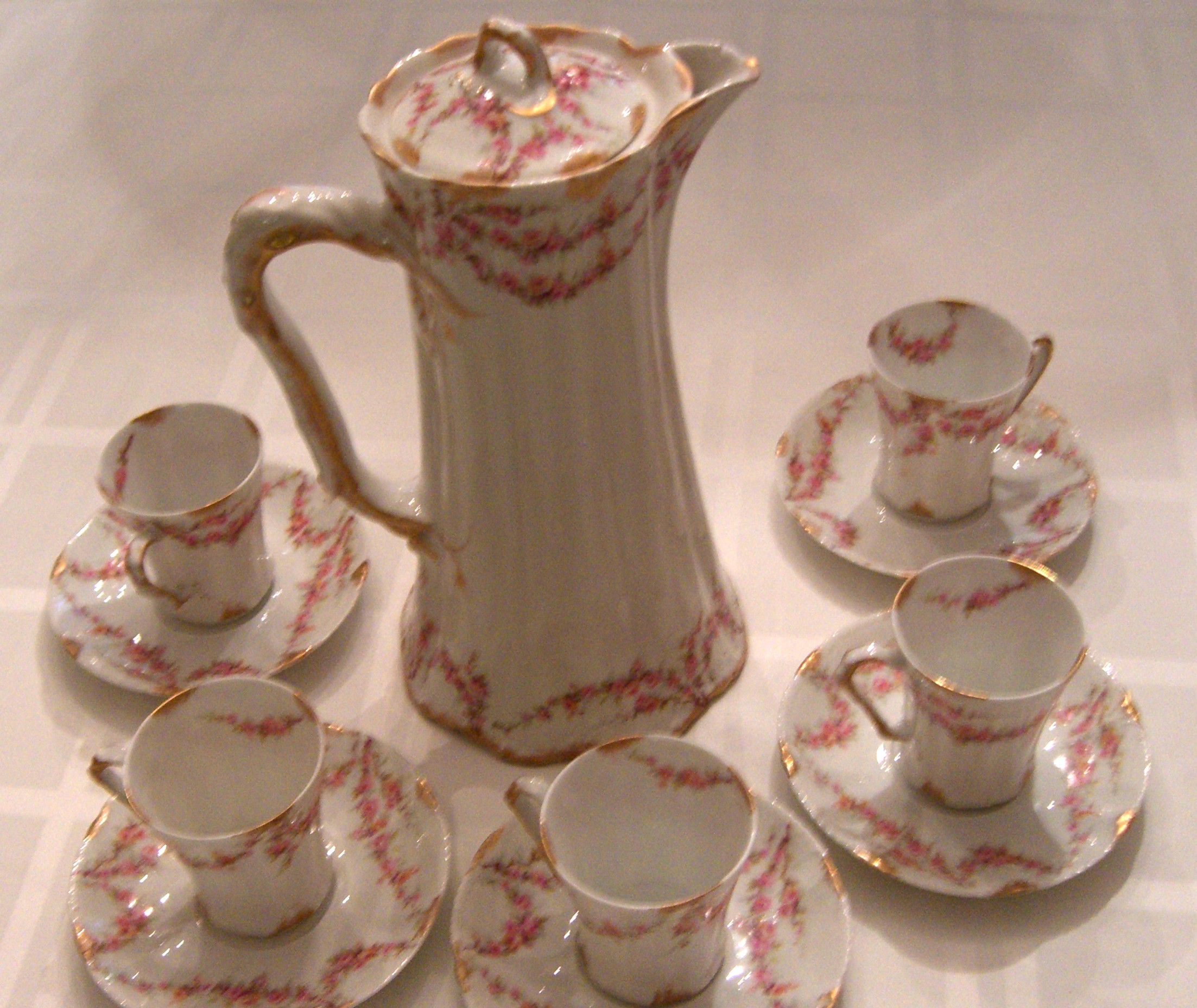
Service à chocolat, vers 1900.

### Scission

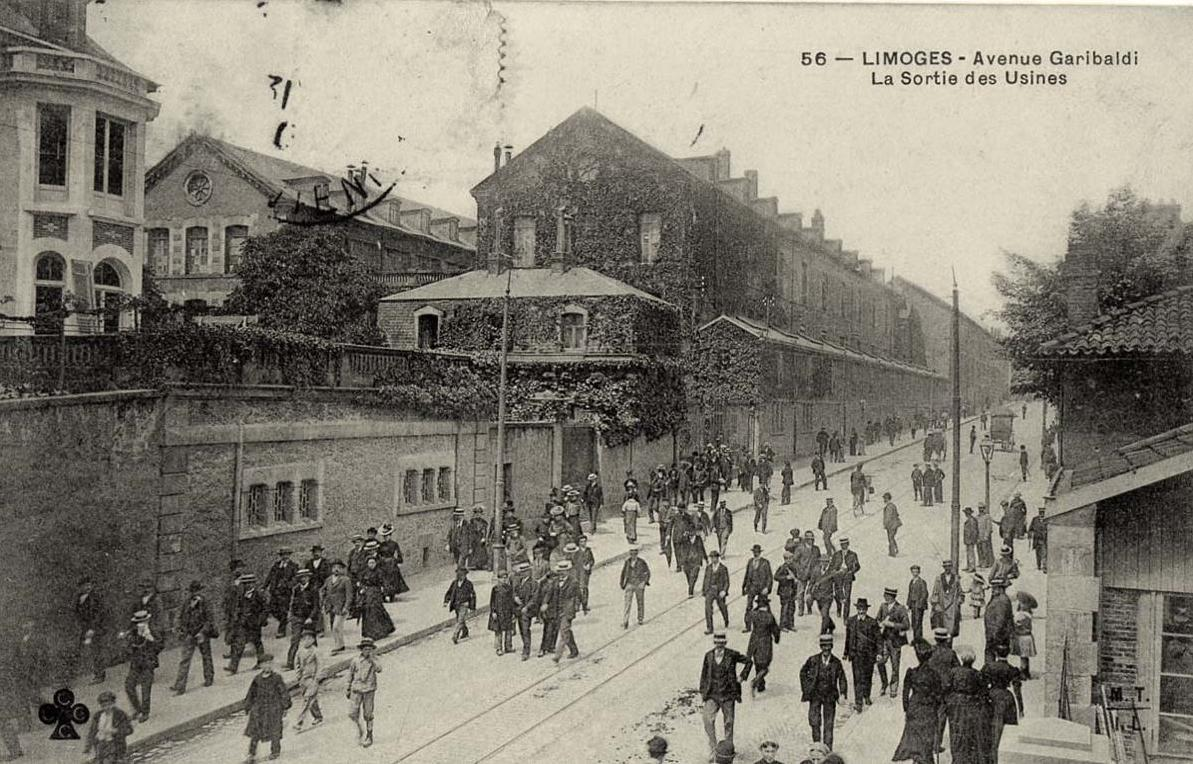
Sortie de l'usine de l'avenue Garibaldi vers 1900.

La réussite de l'entreprise permet de renoncer à la sous-traitance, et Théodore Haviland quitte les États-Unis pour revenir en France. Les relations entre les deux frères se dégradent toutefois, jusqu'à leur rupture. Le 31 décembre 1891, la société Haviland & Co est dissoute, remplacée par une nouvelle société dirigée par Charles et son fils aîné Georges, qu'il a eu avec Marie Guillet, descendante d'Étienne Baignol, pionnier de la porcelaine à Limoges, tandis que Théodore entame la construction de son usine propre. Celle-ci est inaugurée le 3 août 1893. Théodore fait à nouveau appel aux artistes qu'il connaît, comme Dammouse, Bracquemond, ou Antoine Bourdelle et poursuit la fabrication de services pour les cours européennes. Il rencontre le succès à l'Exposition universelle de 1900, et recourt à la sous-traitance.
En 1907, les deux usines Haviland assurent un tiers de la production de porcelaine de Limoges. Preuve de la persistance de liens étroits entre Limoges et les États-Unis, un consulat américain demeure jusqu'en 1927.
En 1919, la mort de Théodore Haviland place son fils, William, à la tête de la société. Ce dernier entreprend une modernisation des styles, détruit une grande partie des moules jusqu'alors utilisés, promeut des décors très épurés, en s'adjoignant le concours de Suzanne Lalique notamment.

### Réunification et mutation
La société Ch. Haviland ne résiste pas à la crise des années 1930, et l'usine de l'avenue Garibaldi ferme en 1931,,. En 1936, celle du Mas-Loubier est vendue à l'administration postale. La période éprouve durement l'entreprise Th. Haviland également. En 1941, les deux sociétés sont réunies : William Haviland rachète les modèles, marques et droits de la maison initiale. L'activité se recentre donc sur le site de Théodore, avenue Émile Labussière.
Après le conflit, l'usine demeure l'une des plus importantes, toujours très exportatrice. Dans les années 1960, on y compte encore 500 salariés. En 1957, William Haviland et ses beaux-frères laissent la place au fils de William, Harold. Le bureau de New York est conservé.
L'arrivée du gaz naturel, en 1959, précipite l'obsolescence des fours verticaux ronds, tous remplacés par des fours tunnels. L'usine demeure exploitée par les Haviland jusqu'en 1972, avant de passer aux mains d'autres propriétaires, tout en conservant son nom. L'activité est transférée dans la zone industrielle Nord de Limoges en 1990, et l'usine historique est démolie en 1991.

### L'entreprise auXXIesiècle

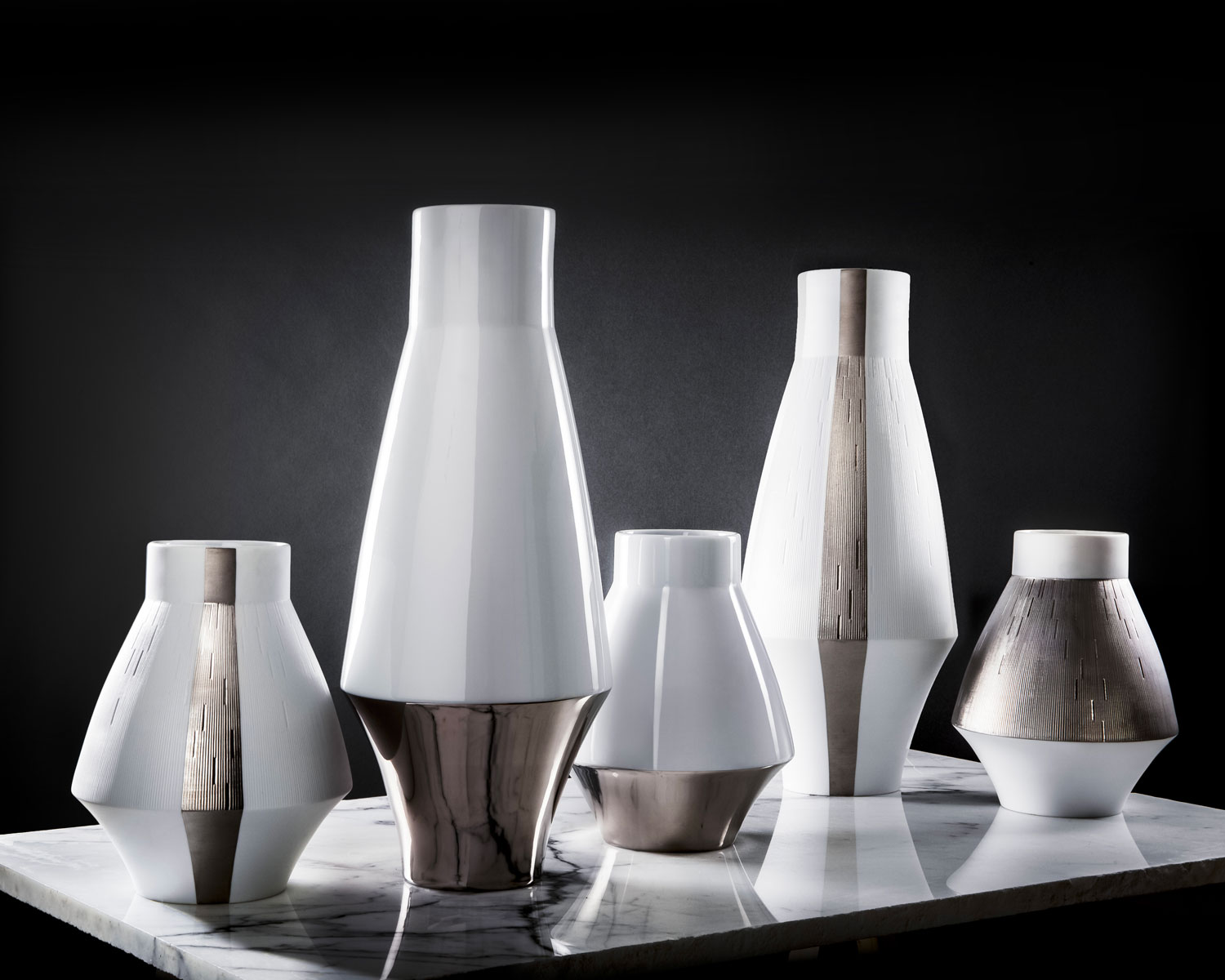
Vases Infini création (2016).

La société Manufacture de Porcelaine Haviland Parlon est placée en redressement judiciaire le 12 mars 2003. Le 14 mai 2003, elle est cédée à la société Haviland. L'année suivante, la Financière Saint-Germain, holding dirigée par Prosper Amouyal, acquiert l'entreprise.
La production Haviland bénéficie de l'indication géographique mise en place en 2017 par l'État pour protéger la porcelaine de Limoges.
En 2023, l'entreprise ouvre un magasin de porcelaine déclassée.
Fin 2024, le concurrent porcelainier de Limoges Bernardaud rachète auprès de la Financière Saint-Germain l'intégralité des parts de la société Haviland, sans que cela ne mette en péril la marque,.

## Patrimoine bâti
Centrée sur son usine de la banlieue nord de Limoges, située dans une zone industrielle, la société Haviland a délaissé ses implantation historiques du centre-ville, mais il y demeure un patrimoine bâti notable, bien que fortement altéré par des démolitions et remaniements.
La première usine, avenue Garibaldi, qui après le départ du porcelainier a été occupée plusieurs années par l'entreprise de chaussures Heyraud, est démolie en 1988 pour accueillir le centre commercial Saint-Martial,. Seules les écuries et la demeure patronale ont été conservées.
L'usine de Charles Haviland, au Mas-Loubier, accueille des logements, des locaux artisanaux et les services de la Poste. C’est George Haviland, le fils de Charles, qui finit par vendre l’entreprise en faillite.
La réhabilitation lourde de l’usine transformée en hôpital pendant la Première Guerre mondiale pour soigner les soldats américains, la mort du charismatique Charles Haviland et le krach de 1929 est une crise boursière qui s'est déroulée à la Bourse de New York sont passées par là.
L'usine de Théodore Haviland, avenue Émile-Labussière, est détruite en plusieurs temps, jusqu'en 1991, pour accueillir des logements et le commissariat de police de Limoges. Seul subsiste un four à porcelaine, préservé et faisant l'objet d'un chantier de sécurisation avant ouverture au public,.
D'autres demeures patronales sont encore visibles : rue de Solignac à Limoges, et les châteaux de Montméry à Ambazac, construit par l'architecte américain Richard Morris Hunt, et du Reynou au Vigen. Les parcs de ces deux derniers sont l'œuvre du paysagiste André Laurent.

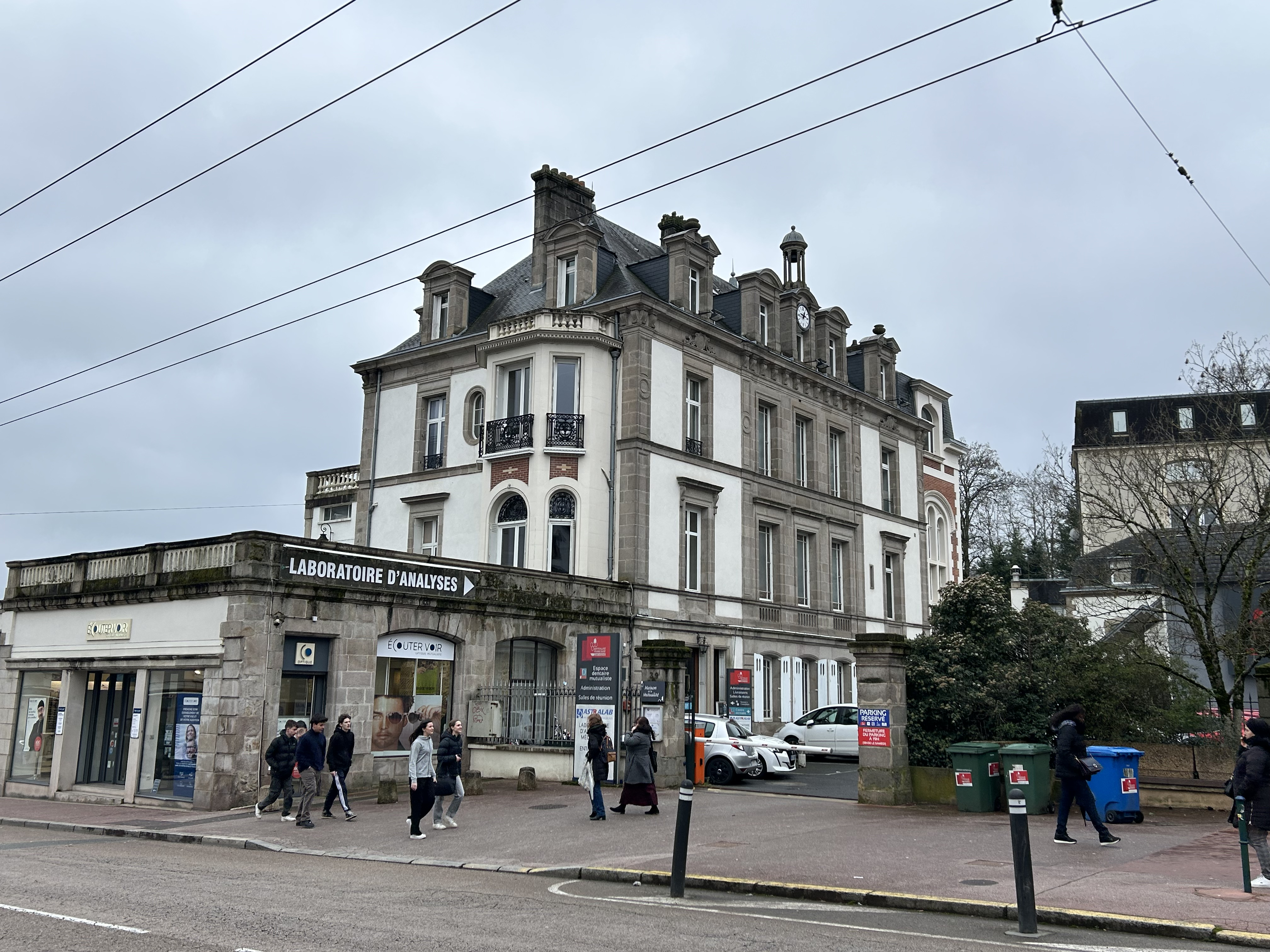
Maison patronale de l'avenue Garibaldi.
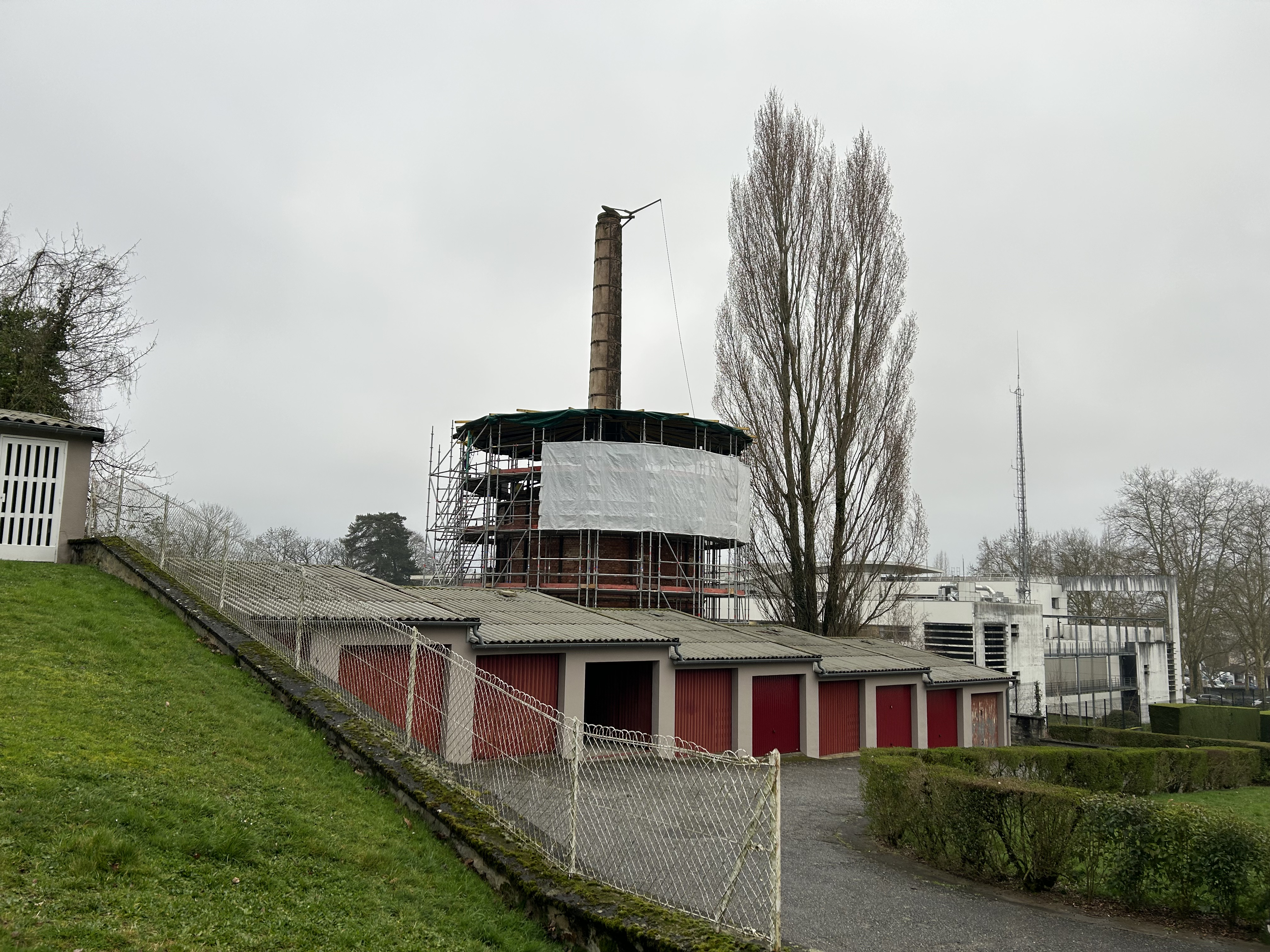
Ancien four n°16 de l'usine Théodore Haviland, en restauration (2024).
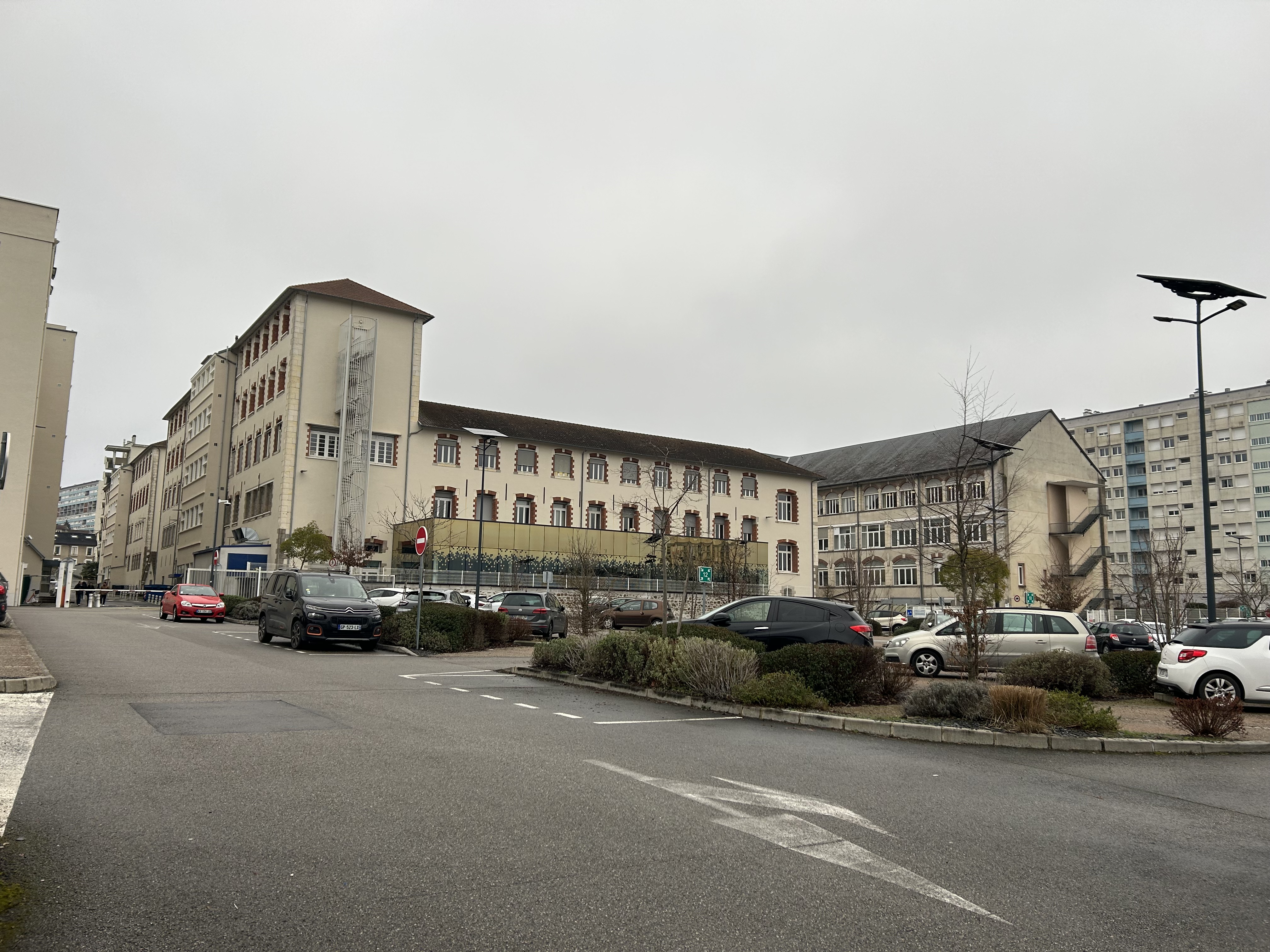
L'ancienne usine Charles et Georges Haviland (le Mas-Loubier).
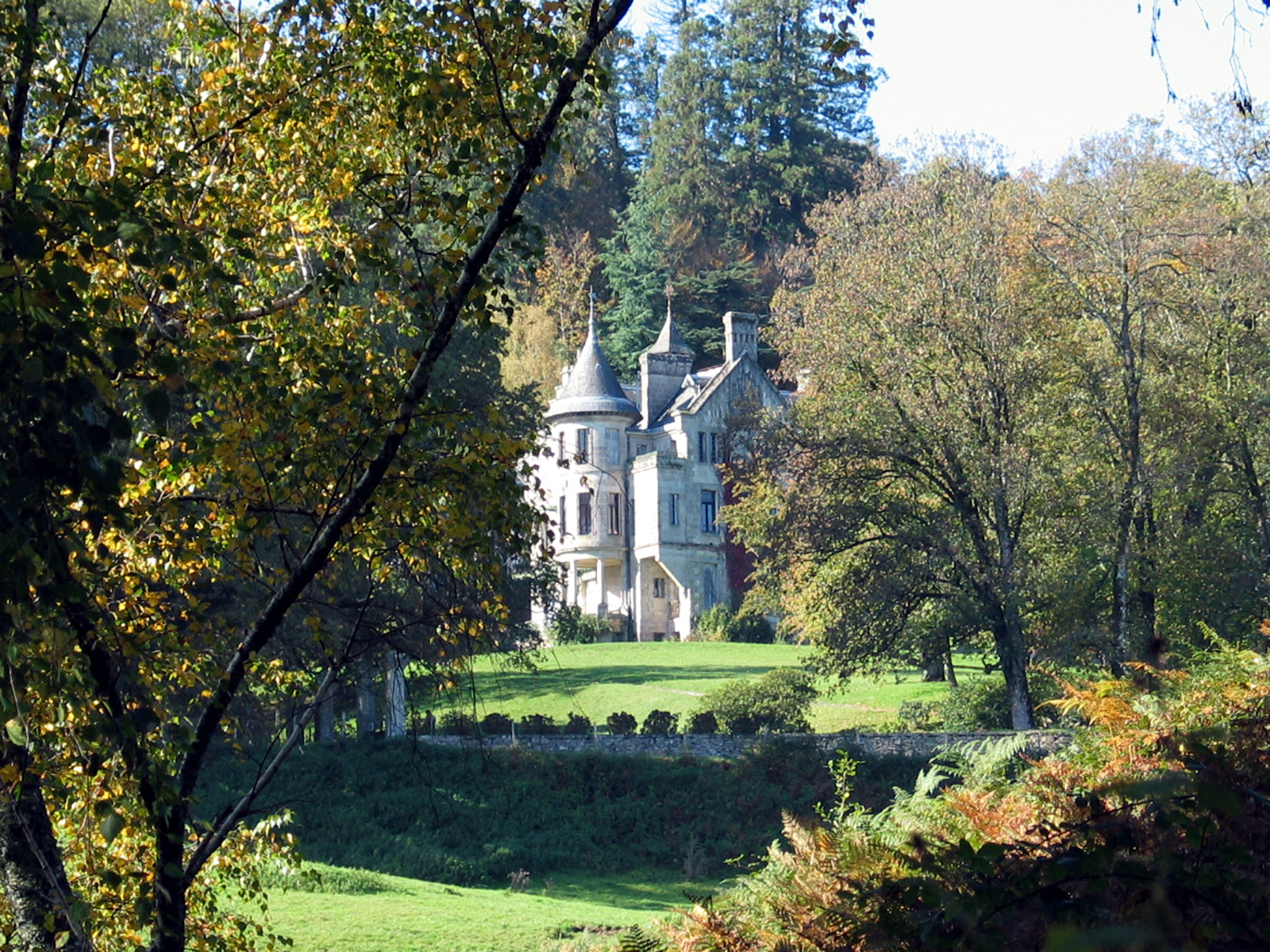
Le château de Montméry.

## Produits

### Fabrication

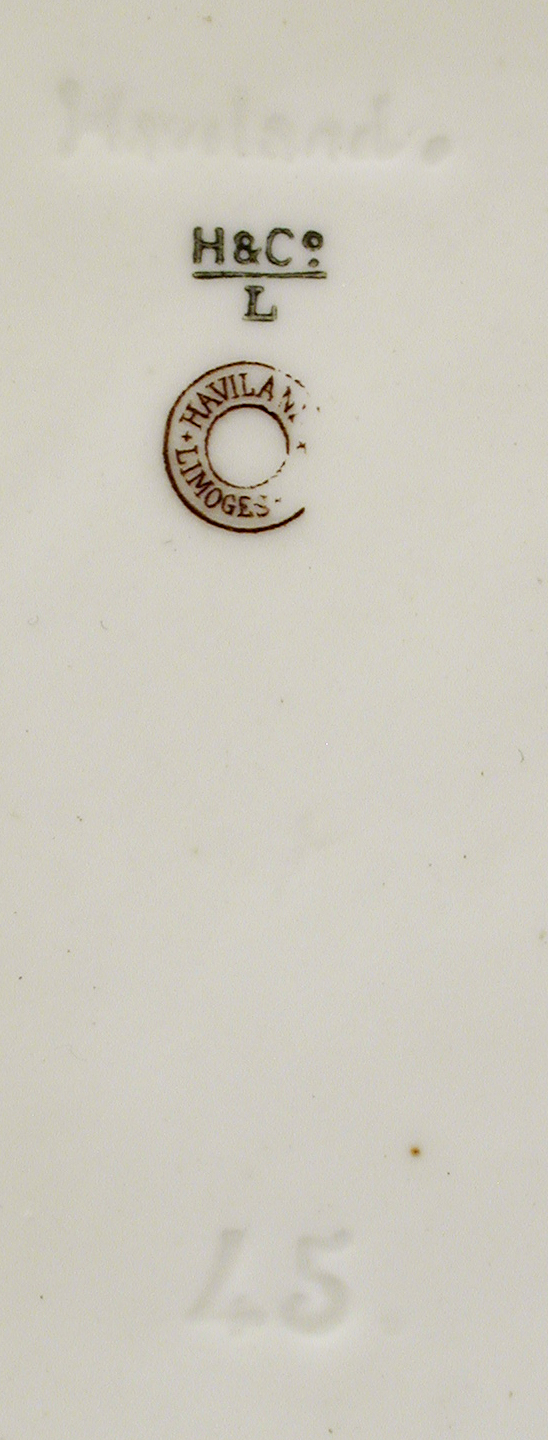
Marque de fabrique Haviland au dos d'une pièce de porcelaine.

Les produits Haviland sont manufacturés dans l'usine de Limoges située au no 25 de la rue Philippe-Lebon.
Plus de 5 000 décors ont été réalisés par la Manufacture depuis sa création.
Les collections Art de la Table restent au cœur de la gamme de produits, mais depuis 2016 de nouveaux univers sont proposés tels que les luminaires, du mobilier en porcelaine avec l'intervention de designers, tel Emilio Robba dont les œuvres communes ont été exposées au salon du meuble de Milan en 2017.
Haviland fabrique encore aujourd'hui sur son site de Limoges l'ensemble des articles. L'usine comprend trois parties :
- Le Blanc, partie qui crée l'article selon plusieurs processus (pressage isostatique…) qui se chargent de la cuisson et des finitions de l'article (émaillage, sablage…).
- Le Décor, qui reprend les articles blancs pour y apposer un décor. Plusieurs processus existent : les chromos (sorte de décalque), l'incrustation (creusement de la porcelaine pour y mettre de l'or ou du platine) ou le relief.
- La création de chromo dans un atelier intégré.

Le bureau de création est réparti entre Limoges et Paris et produit chaque année de nouvelles collections. Après une dernière grande série, « Clair de lune arcade », les collections sont désormais produites sur des quantités bien moins importantes. Haviland permet surtout à des clients importants de créer des articles sur mesure (forme et décoration) pour des décorateurs, des monarchies…

### Productions spécifiques
Haviland a aussi marié sa porcelaine avec le cuir dans des collections de plateaux ou de cadeaux, comme les fameux chevaux de porcelaine et cuir, créés en hommage à Napoléon Ier.

### Clients célèbres
C'est à partir de 1880 que la Manufacture va produire des commandes originales, comme celles pour les présidents américains, le premier étant Rutherford B. Hayes, pour lequel il est créé un ensemble de porcelaine spécial. La Maison-Blanche est un client régulier de la société Haviland.

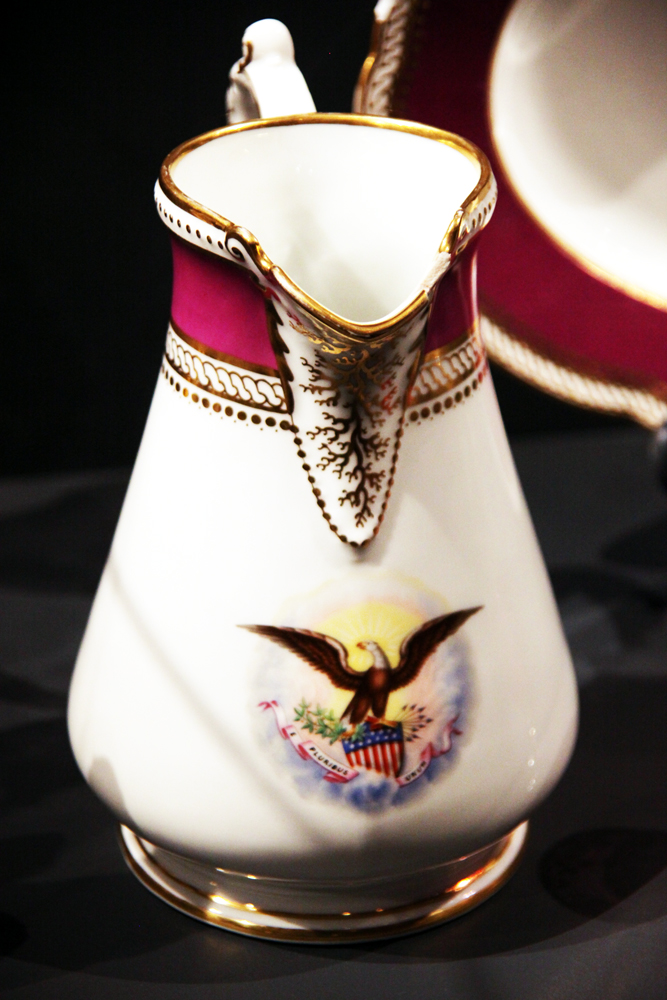
Cruche pour les Lincoln (années 1860).
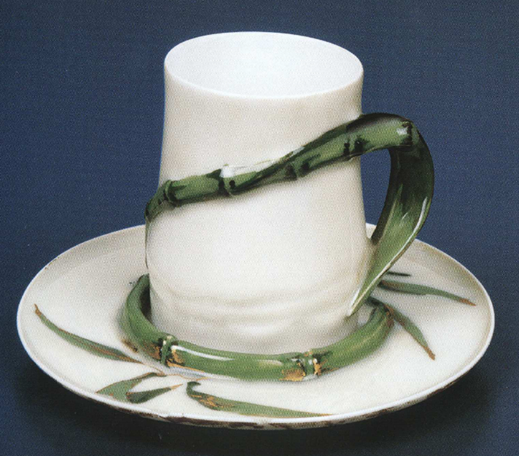
Tasse Haviland du président Hayes (années 1870)

## Haviland dans la littérature et les arts
En 1934, l'écrivain Jacques Chardonne, petit-fils de David Haviland, s'inspire de sa famille pour écrire sa fresque Les Destinées sentimentales (adaptée en film par Olivier Assayas en 2000), qui dépeint la bourgeoisie industrielle du cognac et de la porcelaine,.
Le romancier natif de Limoges Georges-Emmanuel Clancier évoque longuement son souvenir des Haviland, de leurs usines, de leurs maisons et de leur empreinte sur la ville dans ses mémoires (L'Écolier des Rêves puis Le Temps d'apprendre à vivre).

#### Sur l'entreprise Haviland
- Laurens d'Albis, « Les Haviland, une famille de porcelainiers », sur Musée protestant (consulté le 10 mai 2025).
- Jean d'Albis, Haviland, Paris, Dessain et Tolra, 1988, 128 p. (ISBN 9782249277894).
- Jean d'Albis  (dir.), Céramique impressionniste : l’atelier Haviland de Paris-Auteuil, 1873-1882, catalogue d'exposition. Paris, Ancien hôtel des archevêques de Sens, 1974, Paris, Bibliothèque Forney, 1974.
- Fabrice Grognet, « L’itinéraire de la famille Haviland », Hommes & Migrations, no 1282,‎ 2009, p. 152-156 (lire en ligne, consulté le 10 mai 2025).x
- Michel Toulet, Le Mas-Loubier, la campagne, le quartier, l’usine de porcelaine, le centre postal, Limoges, Renaissance du Vieux Limoges, 2020.
- Nathalie Valière, Un Américain à Limoges. Charles Edward Haviland : 1839-1921, porcelainier, Tulle, Éd. Lemouzi, 1992.

#### Autres sources
- Alain Corbin, Archaïsme et modernité en Limousin au XIXe siècle : Volume I, 1845-1880, Limoges, Presses universitaires de Limoges, 1999, 1174 p. (ISBN 9782842871017).
- Jean-Pierre Larivière, L'industrie à Limoges et dans la vallée limousine de la Vienne, Clermont-Ferrand, Institut d'Études du Massif Central, Faculté des lettres et sciences humaines de l'université de Clermont-Ferrand, 1967, 180 p..
- Marie-Victoire Louis, Le droit de cuissage : France, 1860-1930, préface de Michelle Perrot, Éditions de l'Atelier, 1994, [lire en ligne].
  - Chapitre X. La grève de Limoges contre le droit de cuissage, avril 1905, [lire en ligne].